# Letters Entangled
Letters Entangled è un cortometraggio muto del 1915.

## Produzione
Il film fu prodotto dalla Selig Polyscope Company. Venne girato a Long Beach, California.

## Distribuzione
Distribuito dalla General Film Company, il film - un cortometraggio in due bobine - uscì nelle sale cinematografiche statunitensi il 14 giugno 1915.